# Niet-confessionele zedenleer
Niet-confessionele zedenleer, ook vaak kortweg zedenleer genoemd, is in Vlaanderen/Brussels Hoofdstedelijk Gewest een schoolvak dat sinds de tweede schoolstrijd (1959) bestaat. Het  is het vak van de vrijzinnig humanistische levensbeschouwing, een van de zeven erkende levensbeschouwingen (naast katholieke godsdienst, islamitische godsdienst, israëlitische godsdienst, orthodoxe godsdienst, anglicaanse godsdienst en protestantse-evangelische godsdienst) in België en de enige die zich niet baseert op het bestaan van god. Vrijzinnig humanistische organisaties en de voor het vak verantwoordelijke vereniging RIKZ.Z vzw staan in voor de promotie en ondersteuning van het vak niet-confessionele zedenleer.

## Geschiedenis
Bij het ontstaan van België in 1830 had de Katholieke Kerk haast een monopolie op het onderwijs. In 1831 werd art.17 in het leven geroepen. In dit artikel stond dat het grondwettelijk bepaald is dat iedereen recht heeft om onderwijs in te richten en dat ouders vrij zijn om zelf het onderwijs voor hun kind te kiezen. De twee belangrijkste politieke groeperingen op dat moment in België, de katholieken en de liberalen, interpreteerden deze wet op hun eigen manier. De liberalen wilde een overheidsnet dat seculier zou zijn.
In 1848 kwam de wet op het lager onderwijs die ervoor zorgde dat alle scholen katholieke zedenleer moesten geven. De wet op het middelbaar onderwijs van juni 1850 brak hier echter mee. Geestelijken mochten les gaan geven op de scholen, maar hadden geen zeggenschap over het onderwijs. Deze wet had dus een liberale stempel.
De wet-Van Humbeeck van 1879 (gestemd door een liberale regering) wilde de kerk buiten het onderwijs houden en wilde een zedenleer creëren die wel christelijk moest zijn, maar die los stond van de kerk. De eerste schoolstrijd barst los en bij de volgende verkiezingen winnen de katholieken waardoor de Katholieke Kerk terug meer greep krijgt op het religieus onderwijs binnen de scholen.
Tijdens de tweede schoolstrijd wordt het vak NCZ officieel ingericht. Alle leerlingen moeten een keuze maken tussen een van de confessionele vakken of NCZ. Bij de inrichting van het vak in 1959 is het echter niet helemaal duidelijk wat de inhoud van het vak is. De voorstanders van het vak willen dat de inhoud duidelijk niet-confessioneel is en zich baseert op wetenschap, vrij denken, menselijk denken en ervaren. Toch wordt het op dat moment eerder een zogenaamd 'restvak'. Alle leerlingen die niet in een van de ingerichte confessionele vakken past zou naar NCZ moeten gaan. De leerkrachten moesten dus neutraal zijn.
Pas in 1993 – na de eerste voorlopige erkenning van de vrijzinnig humanistische levensbeschouwelijke gemeenschap – werd NCZ mogelijk gemaakt als levensbeschouwelijk vak van het vrijzinnig humanisme in Vlaanderen en het Brussels Hoofdstedelijk Gewest. Een erkende vereniging wordt door de Vlaamse onderwijsminister op voordracht van de georganiseerde vrijzinnig humanistische gemeenschap erkend als decretaal bevoegde vereniging voor het beheer van het vak NCZ. Sinds 1 januari 2019 is dat de RIKZ.Z (Raad voor Inspectie en KwaliteitsZorg niet-confessionele Zedenleer). De RIKZ.Z is verantwoordelijk voor de inhoud van het vak en voor zowel de inspectie als de begeleiding van de leerkrachten NCZ.

## Heden

### De Fakkel
Het symbool van het vak is de fakkel. Het is al sinds de vroege jaren ‘70 in gebruik van de vrijzinnig humanistische levensovertuiging. De symboliek achter de fakkel is de volgende:
'De cirkel symboliseert de aarde; de fakkel staat voor het licht, de verlichting en de rede; de menselijke silhouetten zijn het zinnebeeld van de universele broederlijkheid, verbondenheid en solidariteit. Rechts staan de figuren hoger dan links. Dit verwijst naar de mogelijkheid om te groeien naar wijsheid en inzicht.'

### Het Lentefeest
Dit is een feest waarin kinderen uit het eerste leerjaar kunnen deelnemen. Er wordt gevierd dat de leerlingen niet langer kleuter zijn, maar reeds jongens en meisjes die naar de grote school gaan en geconfronteerd worden met een hoop leerstof en de eerste levensvragen.

### Feest Vrijzinnige Jeugd
Wanneer kinderen twaalf jaar worden zitten ze op het einde van hun kindertijd en het einde van de lagere school. Tijdens dit feest wordt er gevierd dat ze een nieuw hoofdstuk ingaan, één richting de volwassenheid en het middelbaar.

## Vakinhoud
De procesdoelen van de leerplannen NCZ staan in het teken van de ontwikkeling van een levenshouding, in het bijzonder een vrijzinnig-humanistische levenshouding.
Het vrijzinnig-humanistisch karakter van het vak NCZ staat zowel garant voor de methode van het vrij onderzoek [vrijzinnigheid], als voor de morele vorming ingebed in een zich steeds ontwikkelend wereldbeeld met aansluiting bij de humanistische beelden op het bestaan van de mens (en bij uitbreiding het niet-menselijk leven) [humanisme].  
Er zijn twee belangrijke elementen die de inhoud van het vak mee bepalen, namelijk: niet-confessioneel en het vrij zelfstandig denken. Een citaat die deze twee elementen ondersteunt en die door de vrijzinnige humanisten vaak gebruikt wordt is van Poincaré:
Het denken mag zich nooit onderwerpen, noch aan een dogma, noch aan een partij, noch aan een hartstocht, noch aan een belang, noch aan een vooroordeel, noch aan om het even wat, maar uitsluitend aan de feiten zelf, want zich onderwerpen betekent het einde van alle denken.